# Arthur Edwin Kennelly

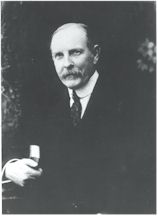
Arthur Edwin Kennelly.

Arthur Edwin Kennelly, son till den irländske sjöofficeren kapten David Joseph Kennelly och Catherine Gibson Heycock; född 17 december 1861 i Colaba, södra Bombay i Indien. Död 18 juni 1939 i Boston, Massachusetts, USA.
Han studerade vid University College School i London och var 1887–1894 knuten till Thomas Edisons laboratorium i USA, där han bl a medverkade till konstruktionen av elektriska stolen. Därvid kom han fram till att växelström var mer dödlig än den likström Edison trodde mer på.
Kennelly var professor i Electrical Engineering (elektroteknik) vid Harvard University 1902–1930. Samtidigt upprätthöll han på samma ort en tjänst vid Massachusetts Institute of Technology (MIT) 1913–1924.
1902 utgav han ett teoretiskt arbete, där han förutsåg det sedermera så kallade E-skiktet i jonosfären. Nästan samtidigt och oberoende härav var den brittiske vetenskapsmannen Oliver Heaviside inne på samma tankar. Skiktet har därför kallats Kennelly-Heaviside-skiktet, ibland förkortat till Heaviside-skiktet. Skiktets existens kunde bevisas först 1924 av Edward Victor Appleton.
Kennelly innehade två patent på elektriska mätinstrument. Båda uppfinningarna gjorda under hans arbete på Edisonlaboratoriet.
- US patent 479,167 (1892) Electric meter
- US patent 500,236 (1893) Electrostatic voltmeter